# Ardisia schlechteri
Ardisia schlechteri é uma espécie de planta da família Myrsinaceae. É endêmica do Camarões. Está ameaçada por perda de habitat.